# Bolos en los Juegos Mundiales de 2022
Los Bolos en los Juegos Mundiales de 2022 es uno de los deportes que formaron parte de los Juegos Mundiales de 2022 celebrados en Birmingham, Alabama durante el mes de julio de 2022, y se llevó a cabo en el Birmingham Jefferson Convention Complex.

## Participantes
- Aruba (2)
- Canadá (2)
- China (2)
- República de China (2)
- Colombia (4)
- Costa Rica (2)
- República Checa (2)
- Dinamarca (2)
- Finlandia (2)
- Francia (2)
- Alemania (4)
- Italia (2)
- Kuwait (2)
- Malasia (4)
- México (2)
- Países Bajos (2)
- Puerto Rico (4)
- Rusia (2)
- Singapur (2)
- Corea del Sur (4)
- Suecia (2)
- Estados Unidos (4)

## Resultados

### Masculino
| Evento     | Oro                                            | Plata                                   | Bronce                                      |
| ---------- | ---------------------------------------------- | --------------------------------------- | ------------------------------------------- |
| Individual | Sam Cooley                                     | Jaroslav Lorenc                         | Graham Fach                                 |
| Dobles     | Dinamarca Jesper Agerbo Dan Östergaard-Poulsen | Canadá · Graham Fach · Darren Alexander | Corea del Sur Kim Dong-hyeon Park Dong-hyun |

### Femenino
| Evento     | Oro                                      | Plata                                     | Bronce                                     |
| ---------- | ---------------------------------------- | ----------------------------------------- | ------------------------------------------ |
| Individual | Shannon O'Keefe                          | Clara Guerrero                            | Jenny Wegner                               |
| Dobles     | Dinamarca Mika Guldbaek Mai Ginge Jensen | Estados Unidos Shannon O'Keefe Julia Bond | Malasia Li Jane Sin Natasha Mohamed Roslan |